# Michael Rice
Pour les articles homonymes, voir Rice.
Michael Rice, né le 25 janvier 1996 à Canberra, est un coureur cycliste australien.

## Biographie
En 2017, Michael Rice rejoint l'équipe américaine Axeon-Hagens Berman. Il obtient son premier succès fin mars sur la dernière étape de la San Dimas Stage Race, en Californie.

## Palmarès sur route
- 2013
  -  Champion d'Australie sur route juniors
- 2016
  - 3eb étape du Tour de Beauce
  - 3e du Gastown Grand Prix
- 2017
  - 3e étape de la San Dimas Stage Race
  - 3e étape de la Redlands Bicycle Classic
- 2018
  - 4e étape du Tour of the Gila

## Classements mondiaux
| Année            | 2016 | 2017 | 2018 |
| ---------------- | ---- | ---- | ---- |
| UCI America Tour | 340e |      | 308e |